# Brenkala
Brenkala so glasbeni instrumenti, ki jih združujemo v isto skupino glasbil glede na način izvajanja. Nanje brenkamo in ker so strunski instrumenti, lahko brenkala štejemo tudi med kordofone. Navkljub dejstvu, da tudi na te instrumente lahko igramo na različne načine (npr. godalne citre itd.), je splošna razdelitev brenkal dovolj konsistentna.
Posebno mesto bi sicer lahko zajemala družina električnih kitar, pri katerih tudi brenkamo na strune, vendar je pri splošni uporabi le-teh potreben električni tok in ozvočenje, zato jih prištevamo k elektrofonim glasbenim instrumentom.

## Vrste brenkal
- harfa
- lira
- lutnja (tudi plunka)
  - cistra
  - teorba
- citre
  - psalterij (predhodnik citer)
  - koncertne citre
  - arion citre
  - harfne citre
  - kvintne citre
  - sopranske citre (tudi diskantske citre)
  - altovske citre (tudi elegijske citre)
  - ameriške citre
    - akordne citre
    - kitarske citre
    - harpelaik citre
    - violinske citre

  - godalne citre
  - melodion
  - vogeški špinet
  - cimbale (tudi dulcimera)
    - eolska harfa
    - pantaleon (tudi pantalon)
- kitara
  - španska kitara
  - dunajska kitara
  - grška kitara
  - ruska kitara
  - havajska kitara (ukulele)
  - altovska kitara
  - basovska kitara
  - oktavna kitara
  - primna kitara
  - terčna kitara
  - kvartna kitara
  - dvanajst-strunska kitara
- mandolina
  - florentinska mandolina
  - milanska mandolina (tudi mandurina)
  - neapeljska mandolina
  - genovska mandolina
  - mala mandolina (tudi pikolo mandolina)
  - mandolone (tudi mandolončelo)
  - velika mandolina (tudi mandola)
- tamburica
  - bisernica (tudi zlatna tamburica)
  - kontrašica (tudi čangura)
  - bugarija
  - berda
- balalajka
  - domrá (predhodnik balalajke)
- banduria
- bendžo (banjo)
  - mandolina bendžo
  - kitarski bendžo
  - tenorski bendžo
  - ukulele bendžo
- sitar
- šamisen
- san-ši
- koto